# Tour dels Alps Marítims i del Var 2020
El Tour dels Alps Marítims i del Var 2020, 52a edició del Tour dels Alps Marítims i del Var, es disputà entre el 21 i el 22 de febrer de 2020 sobre un recorregut de 480,5 km repartits entre tres etapes. La cursa formava part del calendari de l'UCI Europa Tour 2020, amb una categoria 2.1.
El vencedor final fou el colombià Nairo Quintana (Arkéa-Samsic), seguit a 40 segons per Romain Bardet (AG2R La Mondiale) i Richie Porte (Trek-Segafredo), segon i tercer respectivament.

## Equips
En aquesta edició hi prendran part 18 equips:
| WorldTeams (8)- AG2R La Mondiale - CCC Team - Cofidis - EF Pro Cycling - Groupama-FDJ - NTT Pro Cycling - Team Sunweb - Trek-Segafredo ProTeams (7)- Arkéa-Samsic - Bingoal-Wallonie Bruxelles - B&B Hotels-Vital Concept p/b KTM - Nippo Delko One Provence - Rally Cycling - Riwal Readynez - Total Direct Énergie Equips continentals (3)- Saint Michel-Auber 93 - Swiss Racing Academy - Natura4Ever-Roubaix Lille Métropole |
| |

## Etapes
| Etapa    | Data      | Ciutats d'etapa            | type                    | Distància (km) | Vencedor de l'etapa  | Líder de la general  |
| -------- | --------- | -------------------------- | ----------------------- | -------------- | -------------------- | -------------------- |
| 1a etapa | 21 de feb | Lo Canet – Grassa          | etapa accidentada       | 186,8          | Anthony Perez        | Anthony Perez        |
| 2a etapa | 22 de feb | Pegomaç – Coll d'Esa       | etapa de mitja muntanya | 175,7          | Nairo Quintana Rojas | Nairo Quintana Rojas |
| 3a etapa | 23 de feb | La Lònda dei Mauras – Toló | etapa accidentada       | 136            | Julien Bernard       | Nairo Quintana Rojas |

### Etapa 1
| \| Classificació de l'etapa \| Classificació de l'etapa \| Classificació de l'etapa \| Classificació de l'etapa \| Classificació de l'etapa \| \| Corredor \| Corredor \| Equip \| Temps \| \| \| ------------------------ \| ------------------------ \| ------------------------ \| ------------------------ \| ------------------------ \| \| 1r \| Anthony Perez \| Cofidis \| 4h 54' 03" \| \| \| 2n \| Anthony Turgis \| Total Direct Énergie \| + 2" \| \| \| 3r \| Michael Storer \| Team Sunweb \| + 4" \| \| \| 4t \| Thibaut Pinot \| Groupama-FDJ \| + 6" \| \| \| 5è \| Attila Valter \| CCC Team \| + 6" \| \| \| 6è \| Simon Clarke \| EF Pro Cycling \| + 6" \| \| \| 7è \| Benoît Cosnefroy \| AG2R La Mondiale \| + 6" \| \| \| 8è \| Julien El Fares \| Nippo-Delko One Provence \| + 6" \| \| \| 9è \| Lilian Calmejane \| Total Direct Énergie \| + 6" \| \| \| 10è \| Romain Bardet \| AG2R La Mondiale \| + 6" \| \| |                  |                          |            |
| |                  |                          |            |
| Font: ProCyclingStats |                  |                          |            |
| Classificació de l'etapa |                  |                          |            |
| Corredor | Corredor         | Equip                    | Temps      |
| 1r | Anthony Perez    | Cofidis                  | 4h 54' 03" |
| 2n | Anthony Turgis   | Total Direct Énergie     | + 2"       |
| 3r | Michael Storer   | Team Sunweb              | + 4"       |
| 4t | Thibaut Pinot    | Groupama-FDJ             | + 6"       |
| 5è | Attila Valter    | CCC Team                 | + 6"       |
| 6è | Simon Clarke     | EF Pro Cycling           | + 6"       |
| 7è | Benoît Cosnefroy | AG2R La Mondiale         | + 6"       |
| 8è | Julien El Fares  | Nippo-Delko One Provence | + 6"       |
| 9è | Lilian Calmejane | Total Direct Énergie     | + 6"       |
| 10è | Romain Bardet    | AG2R La Mondiale         | + 6"       |

| \| Classificació general \| Classificació general \| Classificació general \| Classificació general \| Classificació general \| \| Corredor \| Corredor \| Equip \| Temps \| \| \| --------------------- \| --------------------- \| ------------------------ \| --------------------- \| --------------------- \| \| 1r \| Anthony Perez \| Cofidis \| 4h 54' 03" \| \| \| 2n \| Anthony Turgis \| Total Direct Énergie \| + 2" \| \| \| 3r \| Michael Storer \| Team Sunweb \| + 4" \| \| \| 4t \| Thibaut Pinot \| Groupama-FDJ \| + 6" \| \| \| 5è \| Attila Valter \| CCC Team \| + 6" \| \| \| 6è \| Simon Clarke \| EF Pro Cycling \| + 6" \| \| \| 7è \| Benoît Cosnefroy \| AG2R La Mondiale \| + 6" \| \| \| 8è \| Julien El Fares \| Nippo-Delko One Provence \| + 6" \| \| \| 9è \| Lilian Calmejane \| Total Direct Énergie \| + 6" \| \| \| 10è \| Romain Bardet \| AG2R La Mondiale \| + 6" \| \| |                  |                          |            |
| |                  |                          |            |
| Font: ProCyclingStats |                  |                          |            |
| Classificació general |                  |                          |            |
| Corredor | Corredor         | Equip                    | Temps      |
| 1r | Anthony Perez    | Cofidis                  | 4h 54' 03" |
| 2n | Anthony Turgis   | Total Direct Énergie     | + 2"       |
| 3r | Michael Storer   | Team Sunweb              | + 4"       |
| 4t | Thibaut Pinot    | Groupama-FDJ             | + 6"       |
| 5è | Attila Valter    | CCC Team                 | + 6"       |
| 6è | Simon Clarke     | EF Pro Cycling           | + 6"       |
| 7è | Benoît Cosnefroy | AG2R La Mondiale         | + 6"       |
| 8è | Julien El Fares  | Nippo-Delko One Provence | + 6"       |
| 9è | Lilian Calmejane | Total Direct Énergie     | + 6"       |
| 10è | Romain Bardet    | AG2R La Mondiale         | + 6"       |

### Etapa 2
| \| Classificació de l'etapa \| Classificació de l'etapa \| Classificació de l'etapa \| Classificació de l'etapa \| Classificació de l'etapa \| \| Corredor \| Corredor \| Equip \| Temps \| \| \| ------------------------ \| ------------------------ \| -------------------------- \| ------------------------ \| ------------------------ \| \| 1r \| Nairo Quintana Rojas \| Arkéa-Samsic \| 4h 44' 17" \| \| \| 2n \| Simon Clarke \| EF Pro Cycling \| + 40" \| \| \| 3r \| Lilian Calmejane \| Total Direct Énergie \| + 40" \| \| \| 4t \| Thibaut Pinot \| Groupama-FDJ \| + 40" \| \| \| 5è \| Fausto Masnada \| CCC Team \| + 40" \| \| \| 6è \| Nicolas Roche \| Team Sunweb \| + 40" \| \| \| 7è \| Nicolas Edet \| Cofidis \| + 40" \| \| \| 8è \| Sam Oomen \| Team Sunweb \| + 40" \| \| \| 9è \| Romain Bardet \| AG2R La Mondiale \| + 40" \| \| \| 10è \| Laurens Huys \| Bingoal-Wallonie Bruxelles \| + 40" \| \| |                      |                            |            |
| |                      |                            |            |
| Font: ProCyclingStats |                      |                            |            |
| Classificació de l'etapa |                      |                            |            |
| Corredor | Corredor             | Equip                      | Temps      |
| 1r | Nairo Quintana Rojas | Arkéa-Samsic               | 4h 44' 17" |
| 2n | Simon Clarke         | EF Pro Cycling             | + 40"      |
| 3r | Lilian Calmejane     | Total Direct Énergie       | + 40"      |
| 4t | Thibaut Pinot        | Groupama-FDJ               | + 40"      |
| 5è | Fausto Masnada       | CCC Team                   | + 40"      |
| 6è | Nicolas Roche        | Team Sunweb                | + 40"      |
| 7è | Nicolas Edet         | Cofidis                    | + 40"      |
| 8è | Sam Oomen            | Team Sunweb                | + 40"      |
| 9è | Romain Bardet        | AG2R La Mondiale           | + 40"      |
| 10è | Laurens Huys         | Bingoal-Wallonie Bruxelles | + 40"      |

| \| Classificació general \| Classificació general \| Classificació general \| Classificació general \| Classificació general \| \| Corredor \| Corredor \| Equip \| Temps \| \| \| --------------------- \| --------------------- \| --------------------- \| --------------------- \| --------------------- \| \| 1r \| Nairo Quintana Rojas \| Arkéa-Samsic \| 9h 38' 26" \| \| \| 2n \| Michael Storer \| Team Sunweb \| + 38" \| \| \| 3r \| Simon Clarke \| EF Pro Cycling \| + 40" \| \| \| 4t \| Thibaut Pinot \| Groupama-FDJ \| + 40" \| \| \| 5è \| Lilian Calmejane \| Total Direct Énergie \| + 40" \| \| \| 6è \| Fausto Masnada \| CCC Team \| + 40" \| \| \| 7è \| Romain Bardet \| AG2R La Mondiale \| + 40" \| \| \| 8è \| Attila Valter \| CCC Team \| + 40" \| \| \| 9è \| Sam Oomen \| Team Sunweb \| + 40" \| \| \| 10è \| Nicolas Edet \| Cofidis \| + 40" \| \| |                      |                      |            |
| |                      |                      |            |
| Font: ProCyclingStats |                      |                      |            |
| Classificació general |                      |                      |            |
| Corredor | Corredor             | Equip                | Temps      |
| 1r | Nairo Quintana Rojas | Arkéa-Samsic         | 9h 38' 26" |
| 2n | Michael Storer       | Team Sunweb          | + 38"      |
| 3r | Simon Clarke         | EF Pro Cycling       | + 40"      |
| 4t | Thibaut Pinot        | Groupama-FDJ         | + 40"      |
| 5è | Lilian Calmejane     | Total Direct Énergie | + 40"      |
| 6è | Fausto Masnada       | CCC Team             | + 40"      |
| 7è | Romain Bardet        | AG2R La Mondiale     | + 40"      |
| 8è | Attila Valter        | CCC Team             | + 40"      |
| 9è | Sam Oomen            | Team Sunweb          | + 40"      |
| 10è | Nicolas Edet         | Cofidis              | + 40"      |

### Etapa 3
| \| Classificació de l'etapa \| Classificació de l'etapa \| Classificació de l'etapa \| Classificació de l'etapa \| Classificació de l'etapa \| \| Corredor \| Corredor \| Equip \| Temps \| \| \| ------------------------ \| --------------------------- \| -------------------------------- \| ------------------------ \| ------------------------ \| \| 1r \| Julien Bernard \| Trek-Segafredo \| 3h 28' 51" \| \| \| 2n \| Nans Peters \| AG2R La Mondiale \| + 3" \| \| \| 3r \| Lars van den Berg \| Équipe continentale Groupama-FDJ \| + 42" \| \| \| 4t \| Kenny Molly \| Bingoal-Wallonie Bruxelles \| + 1' 18" \| \| \| 5è \| Eddy Finé \| Cofidis \| + 1' 34" \| \| \| 6è \| Reinardt Janse van Rensburg \| NTT Pro Cycling \| + 2' 10" \| \| \| 7è \| Nairo Quintana Rojas \| Arkéa-Samsic \| + 2' 15" \| \| \| 8è \| Romain Bardet \| AG2R La Mondiale \| + 2' 15" \| \| \| 9è \| Richie Porte \| Trek-Segafredo \| + 2' 15" \| \| \| 10è \| Tanel Kangert \| EF Pro Cycling \| + 2' 32" \| \| |                             |                                  |            |
| |                             |                                  |            |
| Font: ProCyclingStats |                             |                                  |            |
| Classificació de l'etapa |                             |                                  |            |
| Corredor | Corredor                    | Equip                            | Temps      |
| 1r | Julien Bernard              | Trek-Segafredo                   | 3h 28' 51" |
| 2n | Nans Peters                 | AG2R La Mondiale                 | + 3"       |
| 3r | Lars van den Berg           | Équipe continentale Groupama-FDJ | + 42"      |
| 4t | Kenny Molly                 | Bingoal-Wallonie Bruxelles       | + 1' 18"   |
| 5è | Eddy Finé                   | Cofidis                          | + 1' 34"   |
| 6è | Reinardt Janse van Rensburg | NTT Pro Cycling                  | + 2' 10"   |
| 7è | Nairo Quintana Rojas        | Arkéa-Samsic                     | + 2' 15"   |
| 8è | Romain Bardet               | AG2R La Mondiale                 | + 2' 15"   |
| 9è | Richie Porte                | Trek-Segafredo                   | + 2' 15"   |
| 10è | Tanel Kangert               | EF Pro Cycling                   | + 2' 32"   |

## Classificacions finals

### Classificació general
| \| Classificació general \| Classificació general \| Classificació general \| Classificació general \| Classificació general \| \| Corredor \| Corredor \| Equip \| Temps \| \| \| --------------------- \| --------------------- \| ------------------------ \| --------------------- \| --------------------- \| \| 1r \| Nairo Quintana Rojas \| Arkéa-Samsic \| 13h 09' 32" \| \| \| 2n \| Romain Bardet \| AG2R La Mondiale \| + 40" \| \| \| 3r \| Richie Porte \| Trek-Segafredo \| + 40" \| \| \| 4t \| Tanel Kangert \| EF Pro Cycling \| + 57" \| \| \| 5è \| Nicolas Edet \| Cofidis \| + 59" \| \| \| 6è \| Thibaut Pinot \| Groupama-FDJ \| + 1' 04" \| \| \| 7è \| Nicolas Roche \| Team Sunweb \| + 1' 06" \| \| \| 8è \| Julien El Fares \| Nippo-Delko One Provence \| + 1' 06" \| \| \| 9è \| Fausto Masnada \| CCC Team \| + 1' 10" \| \| \| 10è \| Attila Valter \| CCC Team \| + 1' 14" \| \| |                      |                          |             |
| |                      |                          |             |
| Font: ProCyclingStats |                      |                          |             |
| Classificació general |                      |                          |             |
| Corredor | Corredor             | Equip                    | Temps       |
| 1r | Nairo Quintana Rojas | Arkéa-Samsic             | 13h 09' 32" |
| 2n | Romain Bardet        | AG2R La Mondiale         | + 40"       |
| 3r | Richie Porte         | Trek-Segafredo           | + 40"       |
| 4t | Tanel Kangert        | EF Pro Cycling           | + 57"       |
| 5è | Nicolas Edet         | Cofidis                  | + 59"       |
| 6è | Thibaut Pinot        | Groupama-FDJ             | + 1' 04"    |
| 7è | Nicolas Roche        | Team Sunweb              | + 1' 06"    |
| 8è | Julien El Fares      | Nippo-Delko One Provence | + 1' 06"    |
| 9è | Fausto Masnada       | CCC Team                 | + 1' 10"    |
| 10è | Attila Valter        | CCC Team                 | + 1' 14"    |

#### Classificació per punts
| Classificació per punts | Classificació per punts | Classificació per punts | Classificació per punts | Classificació per punts |
| Corredor                | Corredor                | Equip                   | Punts                   |                         |
| ----------------------- | ----------------------- | ----------------------- | ----------------------- | ----------------------- |
| 1r                      | Nairo Quintana Rojas    | Arkéa-Samsic            | 39 pts                  |                         |
| 2n                      | Anthony Perez           | Cofidis                 | 37 pts                  |                         |
| 3r                      | Thibaut Pinot           | Groupama-FDJ            | 32 pts                  |                         |
| 4t                      | Simon Clarke            | EF Pro Cycling          | 30 pts                  |                         |
| 5è                      | Anthony Turgis          | Total Direct Énergie    | 30 pts                  |                         |
| 6è                      | Julien Bernard          | Trek-Segafredo          | 25 pts                  |                         |
| 7è                      | Eddy Finé               | Cofidis                 | 24 pts                  |                         |
| 8è                      | Lilian Calmejane        | Total Direct Énergie    | 23 pts                  |                         |
| 9è                      | Romain Bardet           | AG2R La Mondiale        | 21 pts                  |                         |
| 10è                     | Michael Storer          | Team Sunweb             | 21 pts                  |                         |

#### Classificació de la muntanya
| Classificació de la muntanya | Classificació de la muntanya | Classificació de la muntanya | Classificació de la muntanya | Classificació de la muntanya |
| Corredor                     | Corredor                     | Equip                        | Punts                        |                              |
| ---------------------------- | ---------------------------- | ---------------------------- | ---------------------------- | ---------------------------- |
| 1r                           | Julien Bernard               | Trek-Segafredo               | 16 pts                       |                              |
| 2n                           | Damian Lüscher               | Swiss Racing Academy         | 14 pts                       |                              |
| 3r                           | Mathijs Paasschens           | Bingoal-Wallonie Bruxelles   | 14 pts                       |                              |
| 4t                           | Anthony Turgis               | Total Direct Énergie         | 12 pts                       |                              |
| 5è                           | Nans Peters                  | AG2R La Mondiale             | 12 pts                       |                              |
| 6è                           | Nigel Ellsay                 | Rally Cycling                | 8 pts                        |                              |
| 7è                           | Léo Vincent                  | Groupama-FDJ                 | 6 pts                        |                              |
| 8è                           | Michael Gogl                 | NTT Pro Cycling              | 6 pts                        |                              |
| 9è                           | Alessandro Fedeli            | Nippo-Delko One Provence     | 6 pts                        |                              |
| 10è                          | Kenny Molly                  | Bingoal-Wallonie Bruxelles   | 4 pts                        |                              |

#### Classificació dels joves
| Classificació del millor jove | Classificació del millor jove | Classificació del millor jove | Classificació del millor jove | Classificació del millor jove |
| Corredor                      | Corredor                      | Equip                         | Temps                         |                               |
| ----------------------------- | ----------------------------- | ----------------------------- | ----------------------------- | ----------------------------- |
| 1r                            | Attila Valter                 | CCC Team                      | 13h 10' 46"                   |                               |
| 2n                            | Michael Storer                | Team Sunweb                   | + 11"                         |                               |
| 3r                            | Laurens Huys                  | Bingoal-Wallonie Bruxelles    | + 5' 38"                      |                               |
| 4t                            | Dorian Godon                  | AG2R La Mondiale              | + 9' 03"                      |                               |
| 5è                            | Georg Zimmermann              | CCC Team                      | + 11' 29"                     |                               |
| 6è                            | Mark Donovan                  | Team Sunweb                   | + 11' 32"                     |                               |
| 7è                            | Kenny Molly                   | Bingoal-Wallonie Bruxelles    | + 12' 20"                     |                               |
| 8è                            | Eddy Finé                     | Cofidis                       | + 12' 36"                     |                               |
| 9è                            | Luis Villalobos               | EF Pro Cycling                | + 14' 20"                     |                               |
| 10è                           | William Barta                 | CCC Team                      | + 14' 20"                     |                               |

#### Classificació per equips
| Classificació per equips | Classificació per equips   | Classificació per equips | Classificació per equips |
| Equip                    | Equip                      | Temps                    |                          |
| ------------------------ | -------------------------- | ------------------------ | ------------------------ |
| 1r                       | Trek-Segafredo             | 39h 29' 59"              |                          |
| 2n                       | Groupama-FDJ               | + 1' 32"                 |                          |
| 3r                       | Team Sunweb                | + 3' 13"                 |                          |
| 4t                       | CCC Team                   | + 4' 06"                 |                          |
| 5è                       | AG2R La Mondiale           | + 4' 28"                 |                          |
| 6è                       | Arkéa-Samsic               | + 7' 15"                 |                          |
| 7è                       | EF Pro Cycling             | + 10' 47"                |                          |
| 8è                       | NTT Pro Cycling            | + 11' 00"                |                          |
| 9è                       | Nippo Delko One Provence   | + 16' 56"                |                          |
| 10è                      | Bingoal-Wallonie Bruxelles | + 21' 00"                |                          |

## Evolució de les classificacions
| Etapa                  | Vencedor               | Classificació general | Classificació per punts | Classificació de la muntanya | Classificació dels joves | Classificació per equips |
| ---------------------- | ---------------------- | --------------------- | ----------------------- | ---------------------------- | ------------------------ | ------------------------ |
| 1                      | Anthony Perez          | Anthony Perez         | Anthony Perez           | Anthony Turgis               | Michael Storer           | Team Sunweb              |
| 2                      | Nairo Quintana         | Nairo Quintana        | Anthony Perez           | Damian Lüscher               | Michael Storer           | Team Sunweb              |
| 3                      | Julien Bernard         | Nairo Quintana        | Nairo Quintana          | Julien Bernard               | Attila Valter            | Trek-Segafredo           |
| Classificacions finals | Classificacions finals | Nairo Quintana        | Nairo Quintana          | Julien Bernard               | Attila Valter            | '''Trek-Segafredo'''     |